# Josep Elias Cornet
Josep Elías Cornet (París, 1941-Cadaqués, 1982) fue un poeta español que publicó en castellano y catalán.
El 1967 publicó su primera obra Lejos de casa (1967) y poco después Cruzar una calle para escaparse de casa (1968), que estaban enmarcados dentro del estilo del realismo lírico de la época. Su última obra en castellano fue en 1974, 20 boyards papel maíz. También ha traducido del francés al castellano. Su primera obra en catalán fue Per a un duc Bach escriví música d'orgue, en Weimar (1971), que obtuvo el premio Carles Riba. Más adelante, con Ideari a la recerca de la fruita tendra (1976) empezó un nuevo estilo, mucho más reflexivo y con cierta ironía, que se confirmó con La dona del capità (1977) y Descomposicions (1980) premio Documenta 1980. Murió el 1982 y se publicó Davant del fet com si no hi fos (1982) ya póstumamente.
Josep Elías Cornet era nieto del pintor Feliu Elias Bracons.

## Obra

### Poesía
- Per a un duc Bach escriví música d’orgue, a Weimar. Barcelona: Proa, 1971.
- Ideari a la recerca de la fruita tendra. Barcelona: Lumen, 1976.
- Davant el fat com si no hi fos. Barcelona: José Batlló, 1982.

### Narrativa
- La dona del capità. Barcelona: Laia, 1977.
- Descomposicions. Barcelona: Edicions 62, 1981.[7]